# Michael Verhoeven
Michael Verhoeven (Berlino, 13 luglio 1938 – Grünwald, 22 aprile 2024) è stato un regista e sceneggiatore tedesco.

## Biografia
Figlio del regista tedesco Paul Verhoeven, nel 1966 si sposò con l'attrice Senta Berger.

## Filmografia[3]

### Regista e sceneggiatore
- Paarungen (1967)
- Engelchen macht weiter - Hoppe, hoppe Reiter (1969)
- Der Bettenstudent oder Was mach' ich mit den Mädchen? (1970)
- O.k. (1970)
- La casa di vetro (Wer im Glashaus liebt...) (1971)
- Giochi perversi di una signora bene (MitGift) (1976)
- Gefundenes Fressen (1977)
- Sonntagskinder (1980)
- Die weiße Rose (1982)
- Killing Cars (1986)
- La ragazza terribile (Das schreckliche Mädchen) (1990)
- My Mother's Courage (1995)